# ポプラ介護福祉学校
ポプラ介護福祉学校（ぽぷらかいごふくしがっこう）は、学校法人ポプラ学園が運営する教育・社会福祉分野の大阪府所轄私立各種学校。介護福祉士を養成している。日本介護福祉士養成施設協会加盟校。大阪府専修学校各種学校連合会会員校。外国人留学生受入校。留学生の在籍管理が適正に行われていると認められる教育機関として、出入国在留管理庁から適正校（クラスⅡ）に選定されている。

## 概要
2015年に閉校した池田市立伏尾台小学校南校舎の3階と2階の一部を使用して運営している。2021年の開校以来、すべての入学生が外国人留学生のため、生徒全員が入居できる学生寮（男子寮・女子寮）が徒歩圏内にある。カリキュラムは週3日制。授業は週3日、残りの4日はアルバイトと休日。

### 旧伏尾台小学校の跡地活用
- 2019年、池田市は旧池田市立伏尾台小学校南校舎利活用事業者を公募し、子育てや子どもの発達、学校生活、就労等において、さまざまな課題を抱える子どもや保護者、若者等に対する支援を実施する「子育て・若者支援クラスター（集積地）」としての機能の整備拡大を図り、あわせて跡地活用を核とした「伏尾台地域の創生」に向けた取り組みを、地域コミュニティとの連携のもと、国の施策を活用しながら進めた[11][12]。
- 旧伏尾台小学校の活用のスローガンは「人を優しく育み、ハグできる郷」。愛称は『はぐのさと』。多目的活用が始動してから、山びこフェスタ、音楽会、防災訓練など、さまざまなイベントに活用されていて、ポプラ介護福祉学校の外国人留学生も参加している[13][14][15]。

### ポプラ国際研修センター
- 2019年9月に設立。ポプラグループの国際研修センター。ポプラ介護福祉学校を開校する前に、改修工事が終わった旧伏尾台小学校南校舎の一部を使用し、運営していた[16][17][18][19]。はぐのさと1階には現在もポプラ国際研修センターの看板が残されている[20]。

### 地域の教育機関との交流
- ポプラ介護福祉学校の外国人留学生は、ほそごう学園や渋谷中学校の児童・生徒と交流を図り、お互いに協力し合い地域活動を行っている[21]。ほそごう学園の7年生とポプラ介護福祉学校の外国人留学生が、調理室で出身国の食事を一緒に作り、ほそごう秋まつりの来場者にアジアンフードとして販売した[22][23]。ポプラ介護福祉学校の教員と外国人留学生が、渋谷中学校の生徒に車椅子の講習を行うなどの出前授業を実施した[24]。旧細河小学校で開催するボタニカルフェスティバルのバリアフリータイムに、ポプラ介護福祉学校の外国人留学生がステージでファッションショーを披露した[25][26]。

### 実務家教員による産学連携
- 2024年4月から、池田市に所在する障害者支援施設の専門職が非常勤講師として、介護福祉士養成課程の必修科目である「障害の理解」の授業を担当している[27]。

### 日本語学校との交流と提携
- 京都民際日本語学校は開校当初からのパートナー校[28]。日本語学校で学ぶ留学生は、校舎内見学の他、介護の体験学習、学生寮の室内を見学できる。日本語学校への出張説明会も実施している[29][30]。

## 施設

### 指定規則等で備えることとなっている部屋
介護福祉士養成施設（学校）の設置及び運営に係る指針に基づき、普通教室、介護実習室、入浴実習室、家政実習室、図書室が備えられている。体育館、教室及び運動場の使用については、池田市立学校施設の目的外使用に関する条例に必要な事項が定められている。

### 体育館
池田市が地域住民等へ開放している。屋内運動場という。耐震補強工事は完成している。災害時は指定一般避難所として活用される。

### 運動場
池田市が地域住民等へ開放している。ほそごう学園のサブグラウンド。災害時は指定緊急避難場所、一時避難地として活用される。

### 食堂
旧伏尾台小学校北校舎1階に伏尾台スマイルカフェがあり、池田市教育委員会の委託でNPO法人トイボックスが運営する公設民営のフリースクールの児童・生徒、地域住民等の他、ポプラ介護福祉学校の教職員・生徒も利用できる。土曜日はこども食堂を開催している。

### 学生寮
大阪府が策定した「府営住宅地域資源化プラン・大阪」の介護研修生支援事業により、池田伏尾台住宅の空室を外国人留学生の寮として活用している。

## 個別施設計画
旧池田市立伏尾台小学校南校舎は、2017年度（平成29年度）に耐震補強工事及び屋上防水工事を行っているが、南校舎は1980年（昭和55年）の建築から40年以上が経過した古い建築物であり、一部コンクリートの剥落が見られるなどの老朽化が進行している。近年は毎年複数箇所で修繕を要する状況が発生しており、修繕にかかる費用は今後も増加し続ける見込みとなっている。

## 沿革

### 略歴
2020年（令和2年）3月24日、令和元年度大阪府私立学校審議会令和2年度3月定例会において、第9号議案「学校法人ポプラ学園の設立及びポプラ介護福祉学校の設置の件」について、委員から「法人経営が行き詰まったときに支援するというグループ会社自体の経営状況はどうか。資金援助ができるような良好な状況であるのか。」という意見があった。事務局より資料に基づいて確認している旨の説明があり、採決の結果、賛成多数により「適当である」と答申した。
2020年（令和2年）8月、学校法人ポプラ学園の設立。2021年（令和3年）4月、介護福祉士養成課程を設置する各種学校として旧池田市立伏尾台小学校南校舎にポプラ介護福祉学校が設置された。

### 年表
- 2021年（令和3年）4月 - 旧池田市立伏尾台小学校南校舎3階にポプラ介護福祉学校開校[47]。
- 2023年（令和6年）8月 - 大阪府専修学校各種学校連合会 専門学校教職員向けセミナー「第1回 今こそ考える留学生支援 ポストコロナにおける新しい潮流の変化 ～ネパール学生急増にどう対応するか～」で学校紹介・募集・教育に関する取り組み事例発表とトークセッション[48][49][50]。
- 2023年（令和6年）11月 - 令和5年度文部科学省委託事業「専修学校留学生の学びの支援推進事業」大専各_2分でわかる専門学校_ダイジェスト版の撮影協力[51]。
- 2024年（令和6年）3月 - 日本介護福祉士養成施設協会 近畿ブロック教員研修会のグループディスカッションで「地域連携教育の工夫」について発題[52]。
- 2024年（令和6年）4月 - 志願者数の増加に伴い収容定員を36名から72名に増員[53][54]。

## 課程名
- 介護福祉科（定員72名）[55]

### 二部授業
公立小・中学校の普通教室の平均面積は64m2となっているが、ポプラ介護福祉学校では収容定員の増員により、ひとつの教室に生徒全員を収容できないため、2024年4月からクラスを分けて二部授業を実施している。

## 定員充足率
2024年は、定員を36名から72名に増員した募集枠に対し、9か国から66名の外国人留学生が入学した。その結果、1年生の定員充足率は91.7%となった。長引く定員割れで運営が困難となり、募集停止や閉校・廃校に追い込まれる養成校が少なくない中で、実に高い定員充足率を誇る。日本介護福祉士養成施設協会の調査によると、介護福祉士養成施設（全体）の定員充足率が、令和5年度は51.3%、令和6年度は58.8%であり、非常に厳しい現状が明らかになっている。そのような中で、2025年4月の入学生募集は2024年11月8日の時点で既に終了している。

## 取得資格
- 介護福祉士国家試験受験資格

### 経過措置
2027年3月31日までに介護福祉士養成施設を卒業した者については、介護福祉士試験に合格しなくても（不合格又は受験しなかった者）、卒業年度の翌年度から5年間は介護福祉士となる資格を有する者とする経過措置が設けられている。

## 国籍
- 4期生：ベトナム、ネパール、ミャンマー、中国、インドネシア、フィリピン、タイ、バングラデシュ、スリランカ[63][64]
- 3期生：ベトナム、ネパール、ミャンマー、中国、インドネシア、フィリピン、タイ、バングラデシュ、スリランカ
- 2期生：スリランカ、中国、ネパール、フィリピン、ベトナム、ミャンマー[65][66][67]
- 1期生：ネパール、フィリピン、ベトナム、インドネシア[68][69]

### 在留資格
入管法別表第一の上欄の在留資格（活動資格）留学に該当する。日本の各種学校において教育を受ける活動。在留期間は法務大臣が個々に指定する期間（4年3月を超えない範囲）。

## 奨学金

### 介護福祉士修学資金等貸付制度
事前に留学生の受け入れを希望している介護施設と生徒のマッチングを行っている。2021年度のマッチング率は100％。介護施設は在学中のアルバイト先、且つ介護実習先となり、卒業後の就職先となる。介護施設と提携し、奨学金の法人保証を実施している。希望する留学生は全員が奨学金を利用できる。

## 所在地

### はぐのさと
- 〒563-0017 大阪府池田市伏尾台2-11（旧伏尾台小学校3階）

## 交通アクセス
- 阪急宝塚線池田駅から阪急バスに乗車、伏尾台センター停留所で降車、徒歩10分。

## 学校関係者と組織

### 学校関係者組織
- 社会福祉法人池田さつき会は、旧称を社会福祉法人池田暁明館という。2005年3月に池田市で特別養護老人ホームポプラを開設。池田市・豊中市・箕面市・大阪市東淀川区・兵庫県西宮市に施設・事業所を展開するポプラグループの母体であり、ポプラ介護福祉学校の介護実習先でもある。学校法人ポプラ学園の伊丹谷五郎理事長が、社会福祉法人池田さつき会の理事長を務めている[73][74]。
- ポプラヒューマンリソース協同組合は、2019年（令和元年）7月23日に設立登記。同年12月19日に特定監理団体（監理団体許可番号：許1908000219）の許可を受ける。代表理事は菅徹哉。受入れ国はインドネシア、カンボジア、ミャンマー、ネパール、パキスタン、ベトナム[75][76]。介護職員初任者研修事業の開催場所としてポプラ介護福祉学校を使用し、講義は学生室・図書室、演習は実習室で実施している[77][78]。研修事業部担当理事は野嶋知生[79]。
- 株式会社ポプラネクサスは、2019年（令和元年）6月3日に設立登記。グループ会社のIGC Business Holdings Pvt. Ltd.[80]との合弁事業によりネパールの首都カトマンズにポプラ日本語学園を開設[81]。同年5月4日に伊丹谷五郎や吉川雄介らが出席して開校式（オープニングセレモニー）を開催[82]。現地で始まった介護業種の特定技能評価試験対策の授業を実施[83]。2019年8月30日、登録支援機関（登録番号：19登-001899）として登録。代表取締役は菅徹哉。同年9月1日より支援事業を開始。相談対応可能言語は、英語・ネパール語・ベトナム語・ミャンマー語・インドネシア語[84]。2022年5月13日、食品産業特定技能協議会（協議会構成員番号：3001418）に加入。特定産業分野は、飲食料品製造業分野・外食業分野[85]。

### 学校関係者一覧
- 伊丹谷五郎（理事長）
- 瀬見博（初代校長）
- 小河勝（校長）